# Irisbus Arway

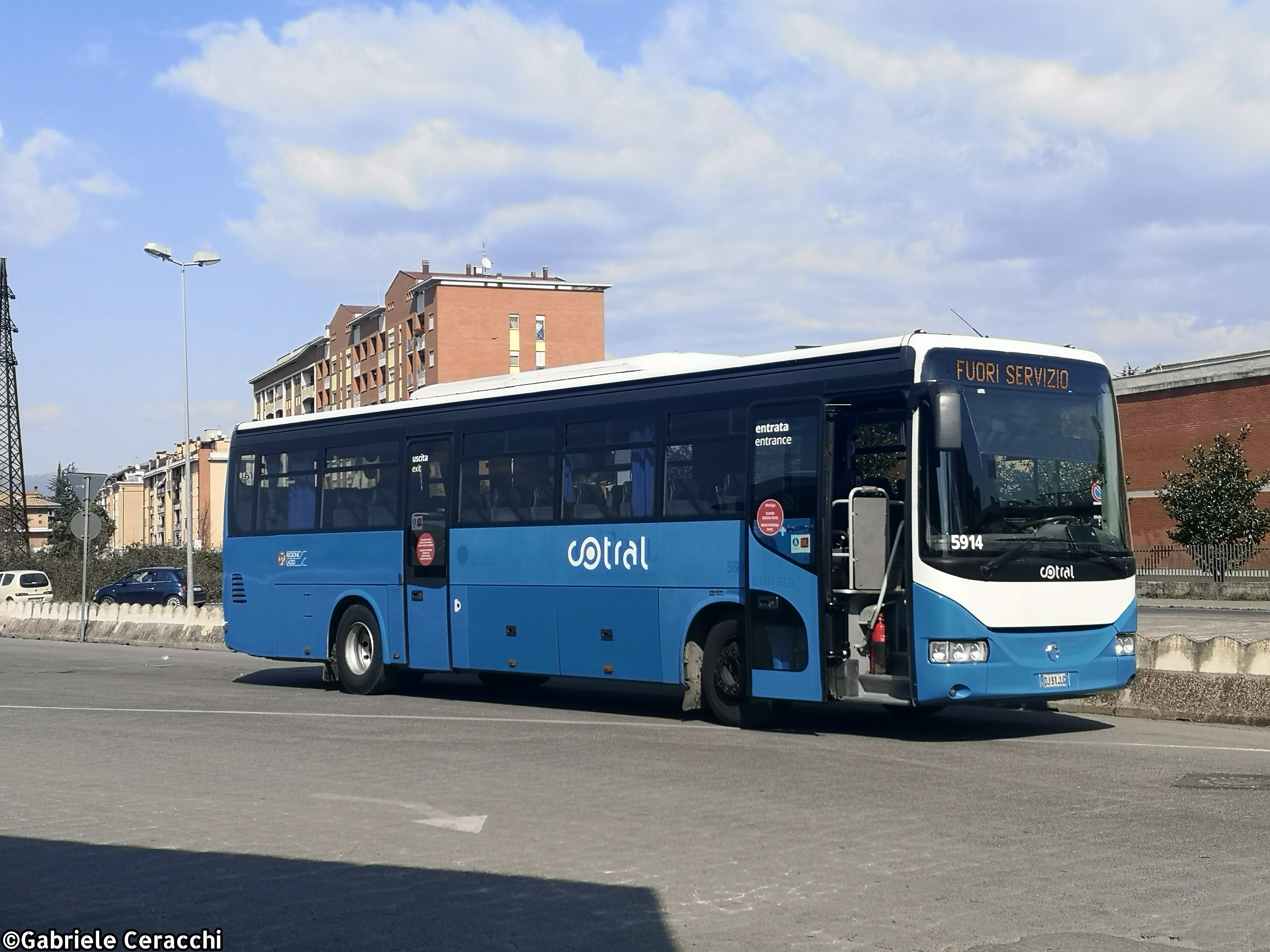
Irisbus SFR160 Arway di Cotral in sosta alle autolinee di Latina.

L’Irisbus Arway è un autobus prodotto tra il 2006 e il 2013.

## Progetto[1]
L'Irisbus Arway è stato presentato nel 2006 per sostituire i due autobus interurbani fino ad allora presenti nel catalogo Irisbus: il MyWay (ereditato da Iveco) e l'Ares (ereditato da Renault). Lo stesso nome è formato dalla fusione dei nomi MyWay e Ares. Ideato come autobus interurbano di fascia medio-alta (dedicato anche al turismo di fascia bassa), ne è stata declinata una variante economica, l'Irisbus Crossway.
L'Arway, prodotto nello stabilimento ex Karosa di Vysoke Myto, è stato commercializzato in Francia a partire dal 2006, mentre a partire dal 2007 è giunto in Italia.

## Tecnica
L'Irisbus Arway era equipaggiato con motore Iveco Cursor 8 da 7790 cm³ erogante, a seconda delle versioni, 330 o 380 cavalli. Inizialmente commercializzato in versione Euro 4, a partire dal 2008 è stata disponibile la versione Euro 5. Entrambi i sistemi sono dotati di sistema DeNOx, responsabile dell'abbattimento dei NOx mediante la nebulizzazione di urea nel secondo silenziatore della marmitta. 
È inoltre equipaggiato con il sistema di aria condizionata e, a richiesta, con il sollevatore per carrozzine con relativa postazione.

## Versioni

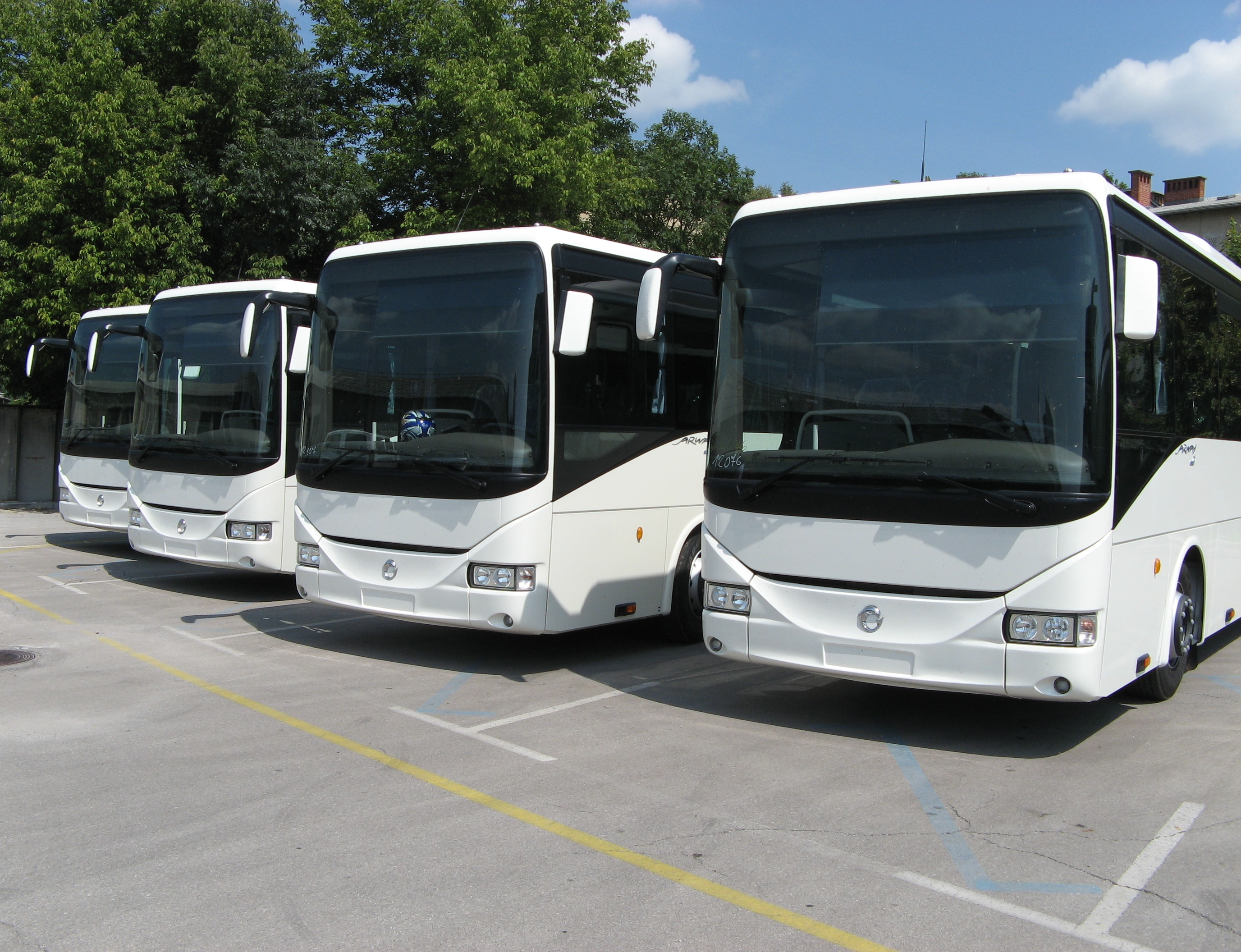
Irisbus Arway in attesa di consegna

Ecco un riepilogo delle versioni prodotte

### Arway 10
- Lunghezza: 10.6 metri
- Allestimento: Interurbano
- Alimentazione: Gasolio
- Porte: 2 ad espulsione

### Arway 12
- Lunghezza: 12 metri
- Allestimento: Interurbano
- Alimentazione: Gasolio
- Porte: 2 ad espulsione

### Arway 13
- Lunghezza: 12.8 metri
- Allestimento: Interurbano
- Alimentazione: Gasolio
- Porte: 2 ad espulsione

### Arway 15[2]
- Lunghezza: 14.9 metri
- Allestimento: Interurbano
- Alimentazione: Gasolio
- Porte: 2 ad espulsione

## Diffusione
Durante il lungo periodo di commercializzazione, l'Arway ha conosciuto una discreta diffusione in Italia.
154 unità sono in circolazione per COTRAL, circa 170 unità sono state smistate tra varie aziende della regione Campania nell'ambito della commessa EAV del 2007. Sono inoltre in circolazione per STP Bari, FNB Bari, FC Catanzaro, AST Palermo, SAF Udine, STAR Mobility di Lodi e Apam Mantova